# Karl W. Kamper
Karl Walter Kamper född 20 april 1941, död 2 februari 1998, var en amerikansk astronom.
Han var verksam vid Lick Observatory, Van Vleck Observatory och David Dunlap Observatory.
Minor Planet Center listar honom som upptäckare av 3 asteroider.

## Asteroider upptäckta av Karl W. Kamper
| 2104 Toronto     | 15 augusti 1963   |
| 5571 Lesliegreen | 1 juni 1978       |
| 30719 Isserstedt | 13 september 1963 |